# José María Espinosa
José María del Rosario Joaquín Custodio Remigio Espinosa Prieto (Santafé, 1 de octubre de 1796-Ibídem, 24 de febrero de 1883) fue un prócer de la Independencia, pintor y cronista colombiano. Fue un soldado en la Guerra de la Independencia de Colombia y sus experiencias fueron luego transcritas en la obra "Las Batallas de Espinosa". Como pintor fue un importante y reputado artista, a quien se le atribuye ser el autor de varios cuadros de Bolívar y de otras figuras de la independencia de su país.

## Biografía
José María Espinosa fue el séptimo de los ocho hijos del matrimonio entre Mariano Espinosa de los Monteros y Mora y Mariana Leocadia Prieto Ricaurte , nacido el 8 de octubre de 1796, en Santafé de Bogotá, capital del Virreinato. Espinosa fue autodidacta y desde los catorce años se vinculó a las pugnas por la independencia. Era cuñado del prócer Antonio Morales, famoso porque acudió a la tienda de un español de nombre José González Llorente a solicitar un florero para ornar la mesa donde comería su invitado, Antonio Villavicencio, y que desencadenó el suceso del Florero y la posterior reyerta del 20 de julio de 1810.

### Carrera militar
Motivado por el fervor patriótico tras los sucesos del 20 del julio de 1810, solicitó ingresar al recién creado batallón de infantería "Guardias Nacionales". Su solicitud fue aceptada e ingresó 30 de mayo de 1811 al ejército centralista. Participó en las fuerzas organizadas por Antonio Nariño durante la Patria Boba. Hizo parte del ejército que comandaba Nariño durante la Campaña del Sur, siendo alférez abanderado del batallón de infantería Granaderos de Cundinamarca.
Ingresó a las fuerzas del ejército centralista el 30 de mayo de 1811, y se convirtió en hombre de confianza de Antonio Nariño cuando peleó bajo sus órdenes en Ventaquemada, en la actual Boyacá, el 26 de noviembre de 1812. El 30 de diciembre de 1813, ya como alférez, Espinosa luchó en la batalla de Alto Palacé, bajo las órdenes de su protector.

### Obra
Espinosa fue uno de los creadores de la iconografía del Libertador Simón Bolívar, pues no se le conoce influencia inmediata.
Inició sus retratos de Bolívar a partir de agosto de 1828, justamente por la época en que tuvieron lugar los trágicos sucesos que dieron fin a los sueños de Bolívar sobre la Gran Colombia. La iconografía del Libertador y los retratos de los demás próceres independentistas, fueron difundidos por medio de litografías impresas en Bogotá por los hermanos Jerónimo y Celestino Martínez, por Gómez y Bultron o por Ayala y Medrano, y en París, por la imprenta Lemercier. Compiló con ayuda del Dr. José Caicedo Rojas la obra conocida como Memorias de un Abanderado.
Fue uno de los artistas más importante del siglo XIX en Colombia, ya que su obra es extensa, perdurable y muchas personalidades famosas pasaron por sus estudio. Se le considera el pionero de la caricatura en Colombia.

## Obras

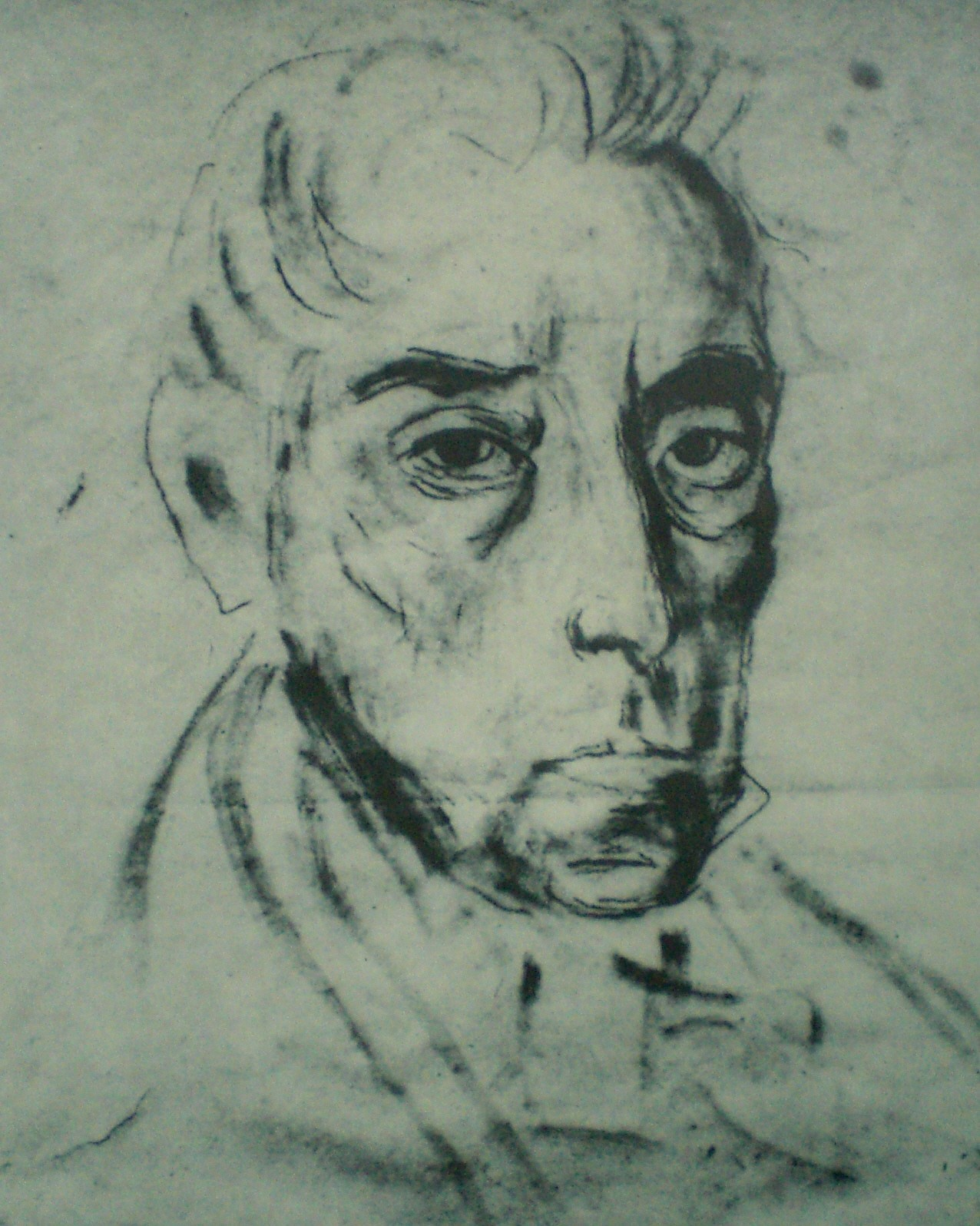
Simón Bolívar, El Libertador, 1830. por Espinosa.
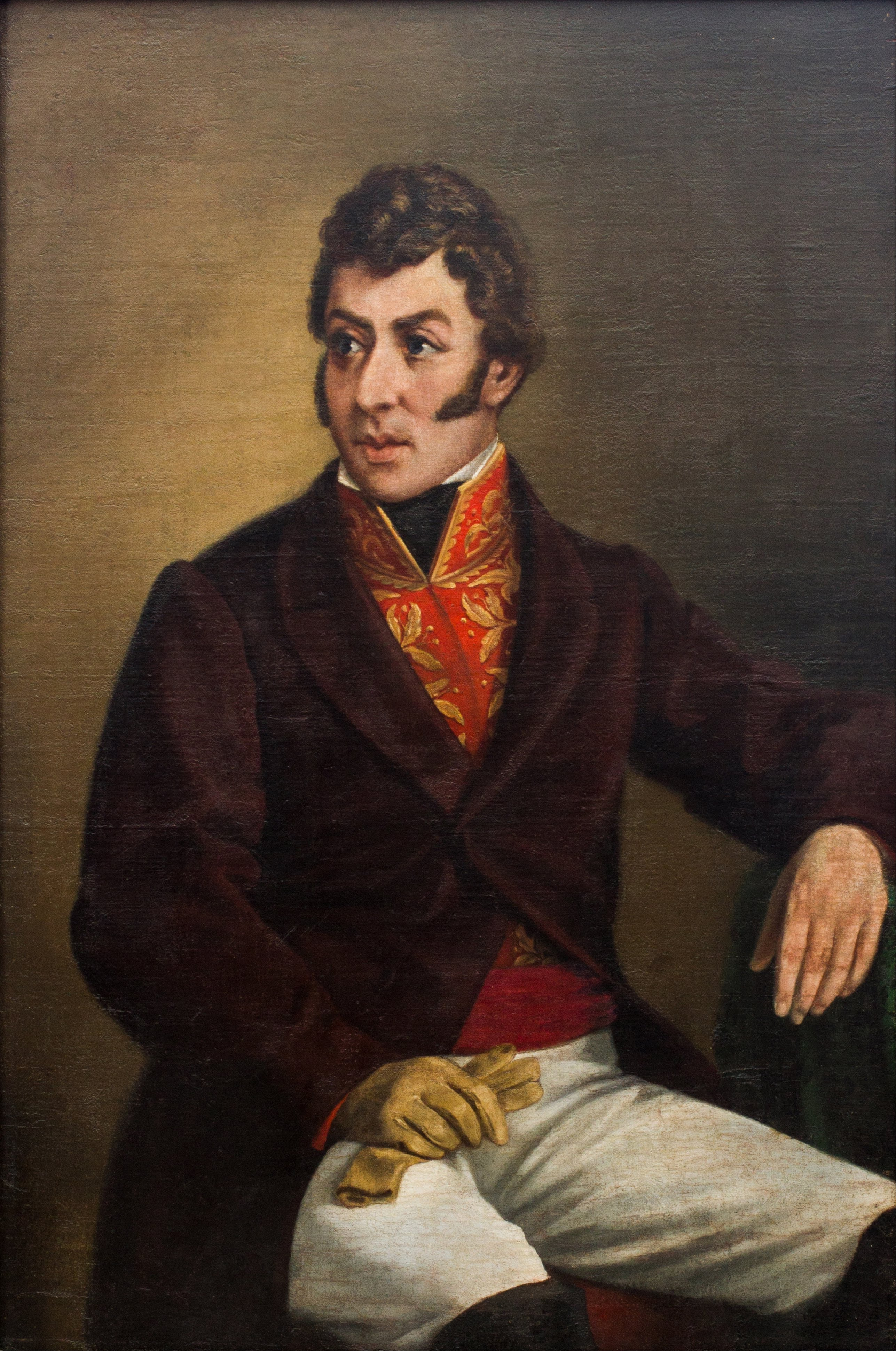
Antonio Nariño, Presidente de Cundinamarca.
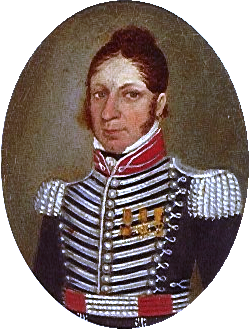
Felipe Mauricio Martín.
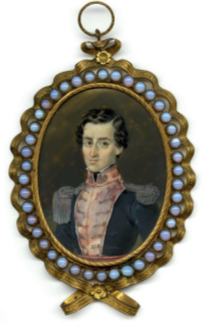
Antonio Ricaurte en Miniatura (acuarela-marfil). 8 x 6.1cm. 1830. Museo Nacional de Colombia.
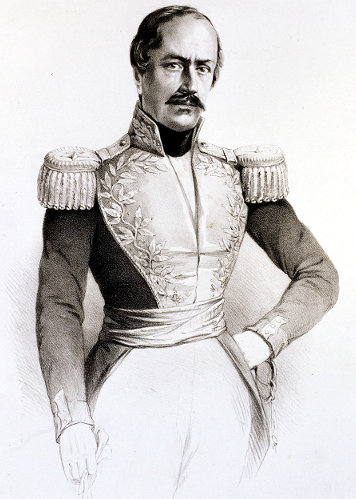
José María Obando, Presidente de la Nueva Granada
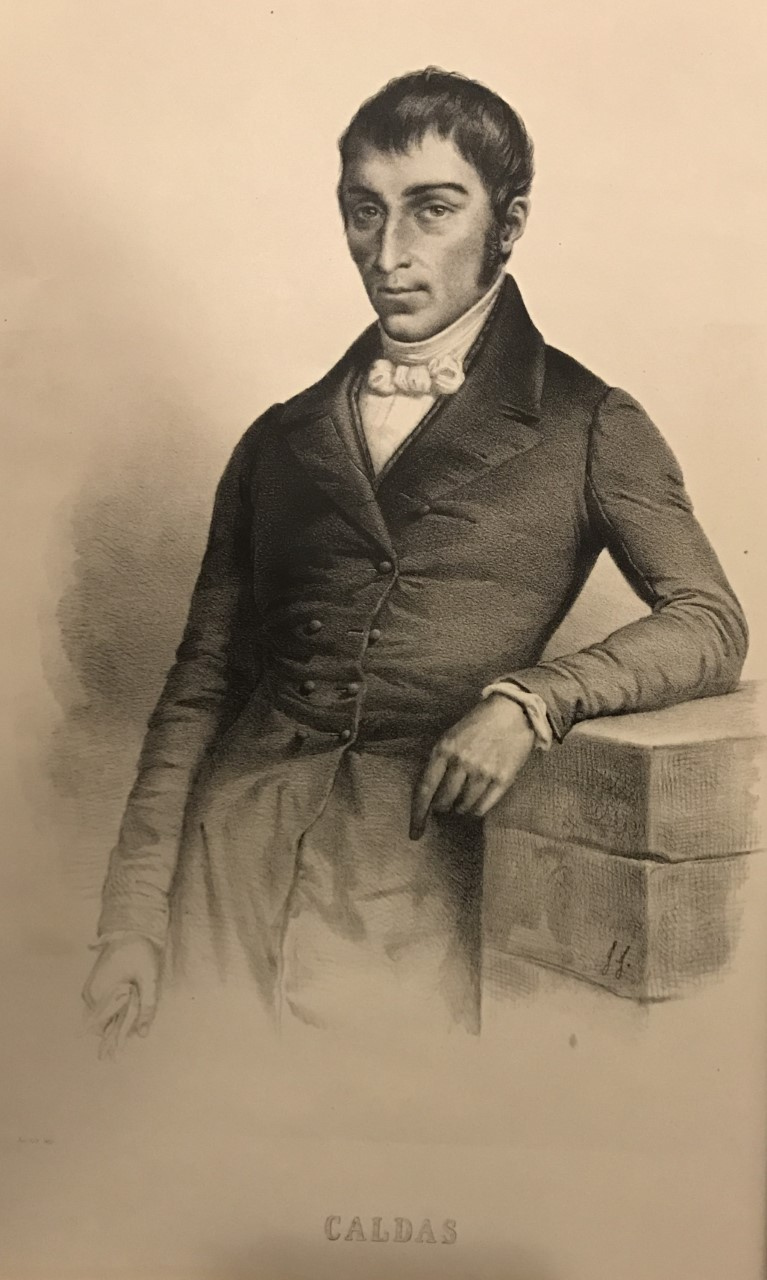
Francisco José de Caldas, El Sabio, (1768-1816), según Espinosa. (Museo de la Independencia, Bogotá).
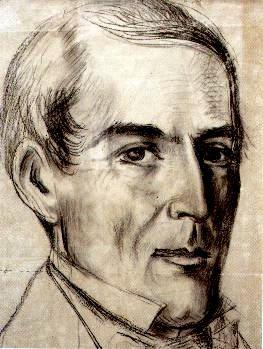
Estanislao Vergara, El Ministro del Libertador, (1790-1855), (Museo Nacional de Colombia).
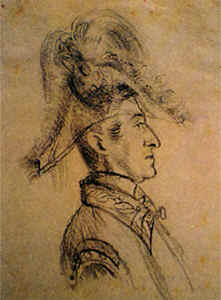
José María Melo, Presidente de la República de la Nueva Granada.
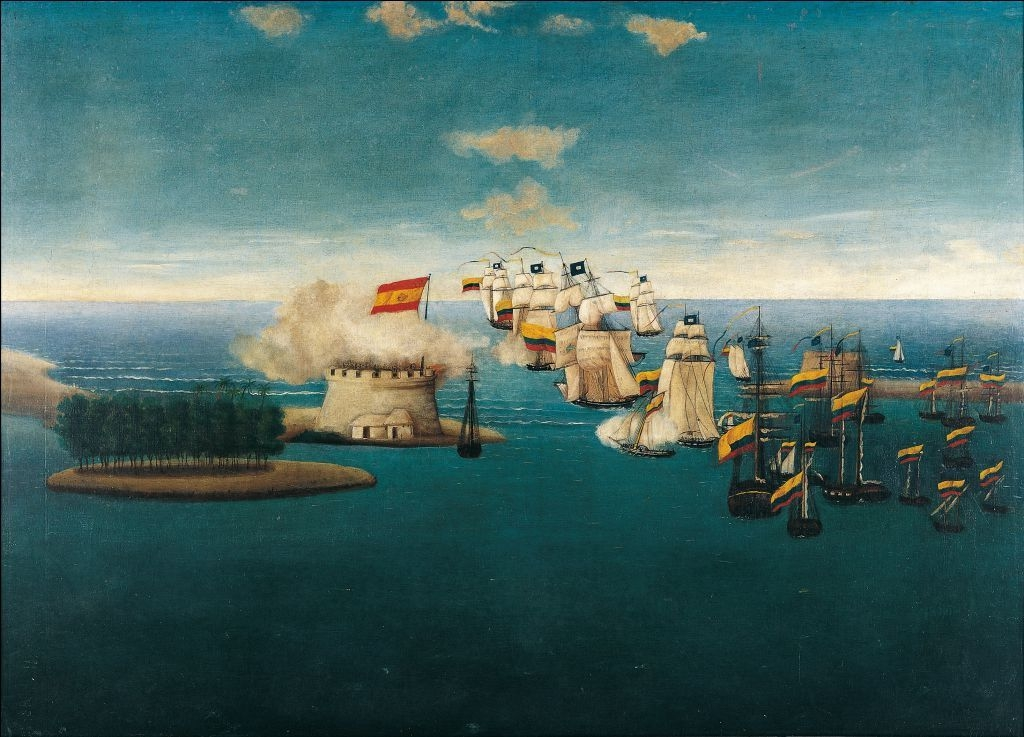
Batalla del lago de Maracaibo.
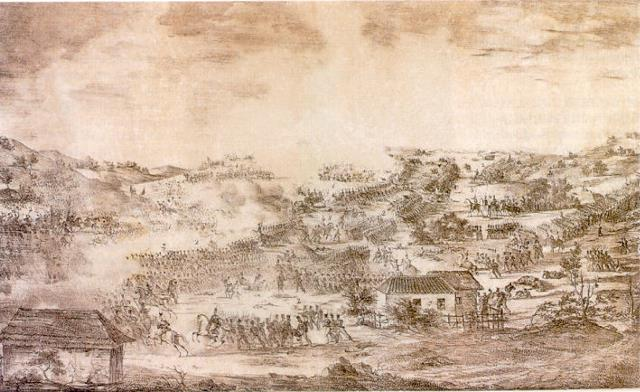
Batalla de Boyacá.
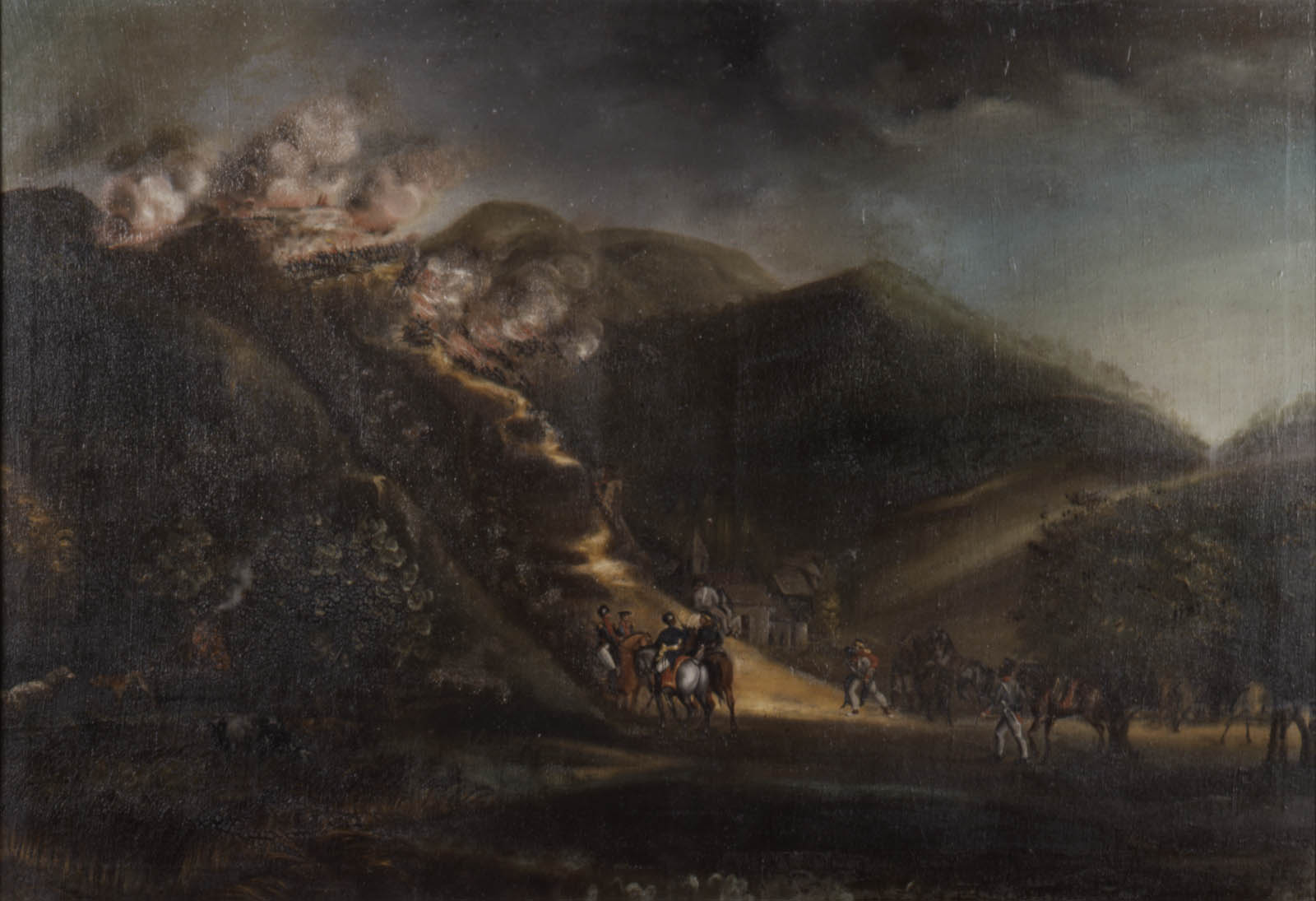
Batalla de la Cuchilla de Tambo.
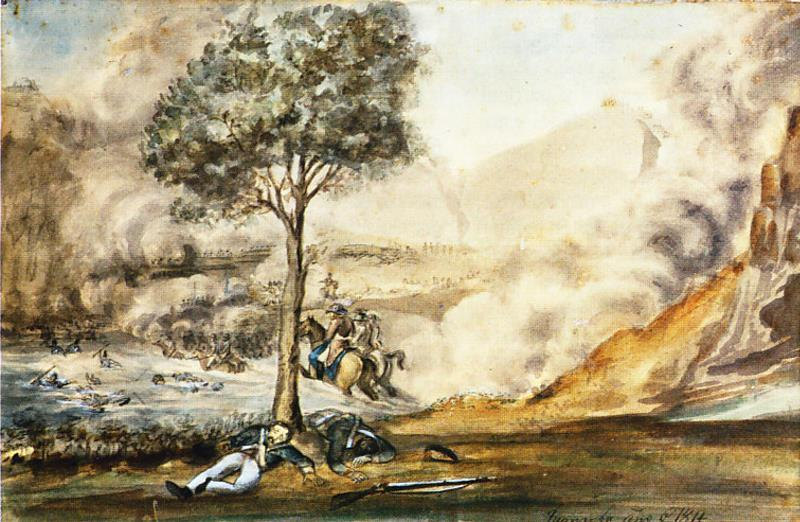
Batalla de Juanambú.
Batalla de Río Palo.

## Familia
Casó en primeras nupcias en 1822 con María Marcelina Sandino Borda, unión de la cual nacieron:
- Francisca Espinosa Sandino, casada con Eugenio Espinosa Prieto
- Emilia Espinosa Sandino
- Lucía Espinosa Sandino
- Luis Espinosa Sandino
- Mariano Espinosa Sandino
- Rafaela Espinosa Sandino
- Vicente Espinosa Sandino

Casó en segundas nupcias en 1825 con Bárbara Ramona de la Concepción Sanmiguel Robayo, de la cual nacieron:
- Luis Espinosa Sanmiguel (1826), casado con María de Jesús Arana Caicedo.
- Dolores Lucía Espinosa Sanmiguel (1842)
- Petrona Rafaela Espinosa Sanmiguel (1844)
- José Tomás Lino Espinosa Sanmiguel (1850), casado con María Cristina París Frade.